# 天理拉面
天理拉面 是奈良县天理市当地的一种拉面。特点是使用大量的白菜烹煮。。

## 概要
奈良县的拉面店，几乎都提供一种称为“体力拉面”（スタミナラーメン）的面食。
所谓“体力拉面”的鼻祖，是总部设在天理市的“彩華”。

## 特征

### 彩華拉面
也称作「元祖天理拉面」，是一种以酱油为底，使用大量大蒜的辣味拉面。
制作方法方面，使用炒锅，先将辣椒油与猪油一同加热，然后加入葱、蒜、五花肉、大量的白菜、韭菜和胡萝卜翻炒。之后加入猪骨和鸡骨熬成的高汤，最后加入特制的酱油调味汁和辣酱。将汤汁浇入煮熟的面条里。

### 天理体力拉面
指连锁店「天理体力拉面」售卖的一种体力拉面。汤汁使用了炖煮24小时的猪骨，常有比彩华拉面浓厚的印象。
其余使用的食材与彩华拉面相同，但白菜更加规整，口味更淡。

## 方便面
2009年7月27日，作为奈良县天理市的本地拉面，“奈良天理拉面”也作为方便面开始销售，被称为“全国拉面巡回第四弹的奈良天理酱油拉面”。面饼采用非油炸制法，面汤以鸡骨与猪骨汤为底，加入了辣椒、蒜、白菜等食材。